# Krigarhjärta
Krigarhjärta är den första delen i fantasytrilogin Blodsarvet skriven av författaren Henrik Larsson. Boken är utgiven av Bonnier Carlsen och efterföljs av Isöhäxan. Tredje och sista boken i serien heter Profetens Tid .

## Synopsis
Erik, en nioårig pojke, blir tillfångatagen och såld som slav när hans by blir anfallen av ett krigarfölje. Han hamnar i ett stenbrott i Söderland, ett främmande land med varmare klimat än i Eriks hemtrakter. Men ödet har mer i beredskap för honom, och han börjar ana att han är någonting mer än bara en bondpojke…